# 日本で一番恐くない間取り
『日本で一番恐くない間取り』（にほんでいちばんこわくないまどり）は、鳴瀬聖人監督の日本のホラー映画。2024年7月5日公開。

## あらすじ
近未来の日本では、不景気による自殺や他殺、孤独死が増えたことで、日本国内のほぼすべての物件が事故物件となってしまった。
日本最後の普通の物件〈無事故物件〉に住む山田は、事故の有無には関心がなかったが、情報を嗅ぎつけたマスコミが家に殺到したことから次第に生活に変化が生じる。そのころ、富豪の富良野は自宅に亡き夫の霊を見るようになり、恐怖にさいなまされていたが、テレビで〈無事故物件〉の存在を知る。また、この物件の管理会社である未来ホームの根津は、富良野と契約し巨万の売り上げを得るために山田を物件から追い出す計画を進めるが、山田は嫌がらせに屈するどころか、頑として物件を手放さなかった。やがて、霊能力者や殺し屋までもが加わり、どんどん騒ぎは大きくなっていった。

## キャスト
- 山田：大坂健太
- 富良野：広山詞葉
- 根津：ヤマダユウスケ
- 桧山：エアコンぶんぶんお姉さん
- ウクレレえいじ
- 森羅万象
- 坂田聡

## スタッフ
- 監督：鳴瀬聖人
- 脚本：鳴瀬聖人、深井戸睡睡
- 撮影：中條航、関口洋平
- 照明：山田拓実 (SHUHEI.inc)
- 録音：小茂田耕吉
- 美術：昇俊平
- 音楽：上原一之龍
- スタイリスト：入山浩章
- ヘアメイク：赤井瑞希
- 助監督：しののめしなの
- 制作プロダクション：シネマキャスト
- 配給･宣伝：ライツキューブ